# Полевой, Николай Алексеевич
Никола́й Алексе́евич Полево́й (22 июня [3 июля] 1796, Иркутск — 22 февраля [6 марта] 1846, Санкт-Петербург) — русский писатель, драматург, литературный и театральный критик, журналист, историк и переводчик; идеолог «третьего сословия». Брат критика и журналиста К. А. Полевого и писательницы Е. А. Авдеевой, отец писателя и критика П. Н. Полевого.

## Биография
Родившись в Иркутске, в сибирской купеческой семье, он не получил систематического образования. Однако, рано научившись грамоте, он с жадностью набросился на книги, которые нашёл в довольно большом количестве у отца. По собственным его словам, Полевой «прочитал тысячу томов всякой всячины» и помнил все прочитанное. Уже с десятилетнего возраста он издавал рукописные газеты и журналы, писал драмы, стихи.
В 1811 году Полевые переехали из Иркутска в Курск. Побывав в Москве, где он некоторое время посещал университет, и в Петербурге, Полевой понял недостаточность бессистемного чтения и серьёзно принялся за самообразование. После целого дня работы за прилавком он просиживал ночи за изучением русской грамматики и языков: от латинского до греческого. Отказавшись от легкого чтения, Полевой «выучивал по триста вокабул в вечер, выписал все глаголы из Геймова словаря, переспрягал каждый отдельно и составил новые таблицы русских спряжений».
Полевой никогда не забывал о своём происхождении; едва ли не первым в русской журналистике выражал интересы купеческого сословия и нарождающейся буржуазии. Дебютировал в печати 1817 году в журнале «Русский вестник». В 1820 году Полевой по поручению отца уехал в Москву для устройства винокуренного завода. С этих пор и особенно после смерти отца Полевой всецело предался литературе. С 1820 по 1836 год жил в Москве, затем переехал в Санкт-Петербург.
Позиционируя себя представителем народа в литературе, противопоставлял наднациональному классицизму романтизм (в котором — вполне в русле мифологической школы — видел отражение в искусстве особенного духа каждого народа).
В 1820—1824 годах стихи, заметки, очерки, статьи, переводы с французского печатал в журналах «Отечественные записки», «Северный архив», «Сын отечества», альманахе «Мнемозина».
Русское слово «журналистика», введённое в оборот в начале 1820-х годов самим Полевым, поначалу воспринималось неоднозначно. В то время литературная деятельность была уделом исключительно дворянства. Появление в печати выходцев из податных сословий, обязанных своей карьерой только собственным усилиям и способностям, — как, например, Полевой и Погодин, — вызывало недоумение и насмешки.
С 1825 по 1834 год Полевой издавал в Москве невиданными прежде тиражами журнал «Московский телеграф», где помещал собственные статьи по литературе, истории и этнографии. В журнале подчёркивалась положительная роль купечества, торговли и промышленности в жизни России. Полевой нередко позволял себе нападки на дворянскую литературу и критиковал основных её представителей за оторванность от народа и его нужд. Журнал был закрыт по личному распоряжению Николая I за неодобрительный отзыв Полевого о пьесе Н. В. Кукольника «Рука всевышнего отечество спасла». После закрытия издания Полевой был отдан под ближайший непосредственный надзор Московского обер-полициймейстера Л. Н. Цынского, который, по отзывам самих братьев Полевых, относился к бывшему редактору настолько лояльно, насколько это позволяла его должность, что, возможно, весьма поспособствовало смене либеральных взглядов Полевого на верноподданнические.
Вскоре Полевой переехал в Санкт-Петербург, где с 1835 по 1844 год издавал иллюстрированный ежегодник «Живописное обозрение достопамятных предметов из наук, искусств, художеств, промышленности и общежития, с присовокуплением живописного путешествия по земному шару и жизнеописаний знаменитых людей». Участвовал в «Северной пчеле», в 1837—1838 годах заведовал литературным отделом газеты. В 1838—1840 годах был редактором «Сына отечества».
В 1841 году Полевой вместе с Н. И. Гречем начал издавать ежемесячный журнал «Русский вестник» и был его единоличным редактором в 1842—1844 годах. Незадолго до смерти, в конце 1845 года, договорился с издателем А. А. Краевским о редактировании «Литературной газеты». В петербургские годы выступал против В. Г. Белинского и так называемого гоголевского направления в литературе. В свою очередь, подвергался печатным насмешкам оппонентов, вплоть до травли (Белинский в письмах высказывал желание дать ему «оплеуху»).
Авторы полемических и пародийных текстов о Полевом нередко приписывали ему нескромное высказывание: «Я знаю Россию — и Россия меня знает». Действительно, во вступительном диалоге с читателем к повести Полевого «Клятва при гробе Господнем» (1832) сочинитель заявляет: «Русь знаю, Русь люблю, и — ещё более, позвольте прибавить к этому, — Русь меня знает и любит».
Полевой умер в возрасте 49 лет «от нервной горячки», вызванной заключением в Шлиссельбургскую крепость его сына-студента, Никтополиона, задержанного при попытке самовольно перейти границу. Он был одним из первых литераторов, похороненных в той части Волкова кладбища, которая позднее получила название Литераторских мостков (фото могилы). От Никольского собора, где проходило отпевание, до кладбища толпа несла гроб на руках. П. А. Вяземский записал в дневнике:

Множество было народа; по-видимому, он пользовался популярностью. Я не подходил к гробу, но мне говорили, что он лежал в халате и с небритой бородой. Такова была его последняя воля. Он оставил по себе жену, девять человек детей, около 60 тысяч рублей долга и ни гроша в доме. По докладу графа Орлова пожалована семейству его пенсия в 1000 рублей серебром.
Белинский, сам активно полемизировавший с Полевым, тем не менее признал его значительные литературные заслуги в некрологе ему. Последующее поколение чтило в Полевом предшественника той разночинской интеллигенции, которая вышла на арену общественной и литературной жизни в 1840-е годы, однако сочинения его довольно быстро были преданы забвению и перестали издаваться.

## Художественные сочинения
Полевой не только пропагандировал эстетику романтизма (в духе упрощённого шеллингианства) в своих журналах, но и сам написал романтические повести «Блаженство безумия» (1833), «Живописец» (1833), «Эмма» (1834) и др. Основная тема беллетристики Полевого — сословные препятствия, с которыми сталкиваются в дворянском обществе одарённые разночинцы. Обычный герой повести Полевого — набожный, нравственно чистый выходец из среды мещанства, которому претит узость взглядов и отсталость его окружения. Аристократы представлены в качестве эгоистов, прячущих отсутствие убеждений и безнравственность за фальшивым фасадом блестящих манер.
Полевому принадлежат четыре десятка пьес. Чаще всего он обращается к событиям и деятелям русской истории. А. Н. Островский отмечал, что в царствование Николая I патриотические пьесы Полевого и Кукольника давали русским театрам «большие и постоянные сборы».
С июля 1829 года Полевой издавал сатирическое приложение к «Московскому телеграфу», продолжавшее традиции просветительской сатиры конца XVIII века, — «Новый живописец общества и литературы». Почти всё многообразное по жанрам содержание «Нового живописца» вышло из-под пера самого издателя; по Белинскому, это «лучшее произведение всей литературной деятельности» Полевого. Отличительной чертой манеры Полевого-сатирика видится отказ от преувеличений и гипербол.
Помимо переводов зарубежной прозы, выполненных для «Московского телеграфа» (в частности, сказок Гауфа), Полевому принадлежит весьма вольный прозаический перевод «Гамлета» Шекспира (1837) — с сокращениями и прибавлениями. С восхищением высказывался об этом переводе шекспировед Д. М. Урнов:

…были чудные удачи, вроде «Гамлета», переведённого Полевым. Он и убрал порядочно, и «своего» понаписал, но сделал это талантливо, мощно, с напором. Вспомните хоть это: «За человека страшно мне!» Там было в чём блистать Каратыгину и Мочалову.
Опыт драматурга, начавшийся с приездом Полевого в Петербург, занял в его творческой биографии особое место. Полевой надеялся на поправку материального положения и облегчения немилости, но полюбил новое направление своей деятельности и обнаружил талант репертуарного драматурга. Понимая возможности труппы Александринского театра и амплуа, Полевой создавал не только пьесы, но и роли для излюбленных публикой актеров. По-видимому, его драмы были сценичны, и в действии, в сочетании с декорациями, голосами исполнителей и музыкой они вызывали у зрителя сильные эмоции. В письмах к брату Ксенофонту Полевой сообщает о своем успехе:
«Как о насмешке судьбы я должен известить тебя об успехе новой драмы моей “Ломоносов”. Ты верно читал ее в “Библиотеке для чтения”. Она была написана в неделю, поставлена в две недели. Судить об ея достоинстве не могу, но успех ея был какой-то нелепый. В первое представление меня вызывали три раза, во второе — четыре. Потом я уж не был, но вызовы продолжались еще, три или четыре спектакля, и в 15-е представление не доставало билетов. Люди всех званий бывали по два, по три раза, и уверяли, что ничего лучше не видывали. <…> В третьем действии плачут, когда у Ломоносова нет гроша на обед»;
«Ты, верно, уже знаешь из газетных известий о новой, небольшой пьеске моей: “Русский моряк”. Успех его был необыкновенный, и теперь дают его почти ежедневно» (Записки Ксенофонта Алексеевича Полевого с двумя портретами. СПб., 1888. С. 569–570).
Но общее направление его пьес в целом было официозно-патриотическое, что воспринималось оппонентами, особенно молодыми, не просто иронически, а как своего рода позорное клеймо. Так, А. И. Герцен высказался о знаменитой драме Полевого: «Вы знаете, что с ним было потом, — он принялся за “Парашу Сибирячку”...».
Воздействие пьес Полевого испытали на себе литераторы последующего поколения, как его поклонники (напр., А. В. Дружинин), так и оппоненты (напр., Н. А. Некрасов). Сложное и часто несправедливое отношение к Полевому выразил В. А. Панаев:

«Глубоко любя и уважая людей литературного кружка сороковых годов, я не могу, однако, не высказать правды: они совершили великий грех в отношении драматической петербургской труппы тех времен. Они старались всеми силами дискредитировать Александринский театр в глазах образованной публики, отзываясь о нем как о театре неприличном, некомильфотном, где могут находить удовольствие не люди образованные и художественно развитые, а лишь гостинодворцы. <…> Что же совершалось в действительности? Все, искренно любящие наслаждаться великим драматическим искусством, ездили в Александринку (выражение того времени), но старались скрывать это от своих знакомых <…> не упуская при том отзываться в обществе об Александринке или с иронией, или с пренебрежением. Теперь, когда эта фальшь миновала, я нередко встречаю пожилых людей, которые <…> сознаются, что они, несмотря на наложенное литературным кружком в оные времена клеймо на Александринку, ездили туда втихомолку, чтобы насладиться игрой Каратыгина».
- «Повести и литературные отрывки». М., 1829—30
- «Мечты и жизнь». Ч. 1-4. М., 1833—1834
- «Аббаддонна», роман М., 1834, СПб., 1840
- «Византийские легенды. Иоанн Цимисхий». Ч. 1-2. М., 1841
- «Были и небылицы» СПб., 1843
- «Повести Ивана-гудошника», СПб., 1843
- «Старинная сказка об Иванушке-дурачке», СПб., 1844

- «Симеон Кирдяпа», 1828
- «Краковский замок», 1829
- «Клятва при гробе Господнем», М., 1832.
- «Козьма Минич Сухорукой» М., 1833
- «Елена Глинская», 1839
- «Иголкин, купец новгородский», 1839
- «Параша-сибирячка», СПб., 1840
- «Костромские леса», 1841
- «Ермак Тимофеевич, или Волга и Сибирь», СПб., 1845
- «Чересполосные владения. Комедия-водевиль» М., 1838
- «Дедушка русского флота», СПб., 1838
- «Уголино», М., 1838
- «Ломоносов, или Жизнь и поэзия», 1843
- «Русский моряк. Историческая быль», 1843
- Итоговое издание: Драматические сочинения и переводы. Ч.1-4. СПб., 1842-1843

## Исторические сочинения
В противовес «Истории государства Российского» Н. М. Карамзина, представлявшей всю историю России как хронику действий верховных её правителей, Полевой написал «Историю русского народа» (т. 1—6, 1829—1833). В этом труде он стремился перейти от изображения роли правителей, военных и внешнеполитических событий к выявлению «органического» развития «народного начала».
В «Истории» Полевой ориентировался на западноевропейскую романтическую историографию, прежде всего Гизо, и стремился выделить элементы общественного строя, реконструировать народные представления и пр. Критика пушкинского круга восприняла труд Полевого как недостойную пародию на Карамзина и осыпала автора «грубой бранью, доведённой почти до исступления». Сам Пушкин, впрочем, в черновой рецензии расценил 2-й том благожелательнее, как более самостоятельную работу. Мнимая учёность «Истории» Полевого была им спародирована в «Истории села Горюхина».
Тем не менее, Полевой сделал ряд наблюдений, ставших затем актуальными в исторических работах конца XIX — начала XX века. Полевой, в частности, верно писал о том, что новгородцы присутствовали на вече не в личном качестве, но как представители городских кварталов — «концов». Кроме того, Полевой отмечал сходство политических институтов западноевропейских городов-коммун и политических институтов средневекового Новгорода, чем почти на столетие опередил свое время.
Первоначально Полевой планировал написать 12 томов (как и Карамзин) и объявил подписку именно на такое количество томов, однако из-за личных сложностей смог написать и издать лишь 6, что вызвало обвинения в финансовой недобропорядочности. Последние тома «Истории русского народа» не столь интересны, как первые два; в них сказывается спешка пишущего, который «сбивается» на традиционную «государственническую» схему изложения, пересказывает источники и т. п. Изложение Полевой довёл до взятия Казани Иваном Грозным.
После «Истории» Полевой написал ещё ряд исторических статей для широкого читателя. В работе «Малороссия, её обитатели и история» (Московский телеграф. — 1830. — № 17—18) выступил с радикальным отрицанием этнической и исторической родственности великороссов и малороссов, предлагал признать, что Малороссия никогда не была «древним достоянием» России (как на этом настаивал Карамзин):
В сей народности [мы] видим только два основных элемента древней Руси: веру и язык, но и те были изменены временем. Всё остальное не наше: физиогномия, нравы, жилища, быт, поэзия, одежда. <…> Мы обрусили их аристократов, помаленьку устранили местные права, ввели свои законы, поверья … но за всем тем обрусить туземцев не успели, так же как Татар, Бурятов и Самоедов».
- «История русского народа», Т. 1-6. М., 1829-1833
- «Русская Вивлиофика, или Собрание материалов для отечественной истории, географии, статистики и древней русской литературы». М., 1833
- «Русская история для первоначального чтения», Ч. 1-4. М., 1835-1841
- «Христофор Колумб» М., 1835
- «Очерки русской литературы» Ч.1-2. СПб., 1839 (статьи о Державине, Жуковском, Пушкине и др.)
- «История Князя Италийского, графа Суворова-Рымникского» СПб., 1843
- «История Петра Великого», Ч. 1 Архивная копия от 6 октября 2019 на Wayback Machine-4 Архивная копия от 6 октября 2019 на Wayback Machine. СПб., 1843
- «Повесть о великой битве Бородинской», СПб., 1844
- «История Наполеона», Т. 1 Архивная копия от 6 октября 2019 на Wayback Machine-5 Архивная копия от 6 октября 2019 на Wayback Machine. СПб., 1844-1848
- «Русские полководцы», СПб., 1845
- «Обозрение русской истории», СПб., 1846

## Статьи и книги о Полевом
- Сухомлинов М. И. Н. А. Полевой и его журнал «Московский телеграф» Архивная копия от 27 декабря 2013 на Wayback Machine // Исторический вестник, 1886. — Т. 23. — № 3. — С. 503—528.
- Сергеев М. Д. Иркутский отец «Московского телеграфа» // Послесловие в книге Полевой Н. А. Мешок с золотом: Повести, рассказы, очерки. — Иркутск: Вост.-Сиб. кн. изд-во, 1991. — Тираж 100 000 экз. — (Литературные памятники Сибири). — С. 559—607.
- Шикло А. Е. Исторические взгляды Н. А. Полевого. — М.: Изд-во МГУ, 1981. — 224 с.
- Лурье С. А. Изломанный аршин: трактат с примечаниями. — СПб.: Пушкинский фонд, 2012. — 415 с.
- Горощенова О. А. «Такие люди не часто являются…» / О. Горощенова // Земля Иркутская : Науч.-попул. иллюстрир. журн. — 2002. — N 2(19). — С. 66—70 : ил. (Библиогр. в конце ст.)
- Горощенова О. А. Династия Полевых: сеять разумное, доброе, вечное...: монография / О. А. Горощенова ; М-во образования и науки РФ, Иркут. нац. исслед. техн. ун-т. - 3-е издание, исправленное и дополненное. — Иркутск: ИРНИТУ, 2015. — 126 с.: ил. — 100 экз. — ISBN 978-5-8038-1085-8. (Библиография в подстр. примеч. Им. указ.: С. 121—126).
- Данилевская М. Ю. Н. А. Полевой // Данилевская М. Ю. Н. А. Некрасов в русской критике 1838—1848 годов: творчество и репутация: Монография / М. Ю. Данилевская. — Санкт-Петербург : Издательско-Торговый Дом ≪Скифия≫, 2022. С. 223–306. — 516 с. : ил. — ISBN 978-5-00025-290-1
- Степина М. Ю. Образ В. Н. Асенковой в творчестве современников // Печать и слово Санкт-Петербурга (Петербургские чтения — 2012): в 2 ч. Ч. 2. Литературоведение: сб. науч. тр. СПб., 2013. С. 55—71.
- Степина М. Ю. Четвертый адресат «оплеухи» Белинского // Musenalmanach: В честь 80-летия Ростислава Юрьевича Данилевского. СПб.: Нестор-История, 2013. С. 299—311. — 440 с. ISBN 978-5-4469-0160-9